# Home Nations Championship 1894
Home Nations Championship 1894 – dwunasta edycja Home Nations Championship, mistrzostw Wysp Brytyjskich w rugby union, rozegrana pomiędzy 6 stycznia a 17 marca 1894 roku. W turnieju po raz pierwszy samodzielnie zwyciężyła Irlandia, która pokonała wszystkich rywali i tym samym zdobyła Triple Crown.
Od tego sezonu zamieniono wartość punktową przyłożeń i podwyższeń. Zgodnie z ówczesnymi zasadami punktowania przyłożenie i karny były warte trzy punkty, podwyższenie dwa, natomiast pozostałe kopy cztery punkty.

## Mecze
| 6 stycznia 1894 | Anglia                                                               | 24:3(9:0) | Walia         | Birkenhead Park, Birkenhead Widzów: 5 000 Sędzia: James Smith |
| 6 stycznia 1894 | Bradshaw 3 (P) Lockwood 9 (P, 3pd) Morfitt 3 (P) Taylor 9 (P, pd, G) | 24:3(9:0) | Parfitt 3 (P) | Birkenhead Park, Birkenhead Widzów: 5 000 Sędzia: James Smith |

| 3 lutego 1894 | Anglia                       | 5:7(0:3) | Irlandia                       | Rectory Field, Blackheath Widzów: 20 000 Sędzia: W.M. Douglas |
| 3 lutego 1894 | Lockwood 3 (P) Taylor 2 (pd) | 5:7(0:3) | John Lytle 3 (P) Forrest 4 (G) | Rectory Field, Blackheath Widzów: 20 000 Sędzia: W.M. Douglas |

| 3 lutego 1894 | Walia               | 7:0(3:0) | Szkocja | Rodney Parade, Newport Sędzia: E.B. Holmes |
| 3 lutego 1894 | Fitzgerald 7 (P, G) | 7:0(3:0) |         | Rodney Parade, Newport Sędzia: E.B. Holmes |

| 24 lutego 1894 | Irlandia                           | 5:0 | Szkocja | Landowne Road, Dublin Sędzia: H.L. Ashmore |
| 24 lutego 1894 | H.G. Wells 3 (P) John Lytle 2 (pd) | 5:0 |         | Landowne Road, Dublin Sędzia: H.L. Ashmore |

| 10 marca 1894 | Irlandia          | 3:0(3:0) | Walia | Ballynafeigh, Belfast Widzów: 5 000 Sędzia: R.D. Rainie |
| 10 marca 1894 | James Lytle 3 (P) | 3:0(3:0) |       | Ballynafeigh, Belfast Widzów: 5 000 Sędzia: R.D. Rainie |

| 17 marca 1894 | Szkocja        | 6:0 | Anglia | Raeburn Place, Edynburg Widzów: 12 000 Sędzia: William Wilkins |
| 17 marca 1894 | Boswell 6 (2P) | 6:0 |        | Raeburn Place, Edynburg Widzów: 12 000 Sędzia: William Wilkins |

## Inne nagrody
- Triple Crown –  Irlandia (po pokonaniu wszystkich rywali)
- Calcutta Cup –  Szkocja (po zwycięstwie nad Anglią)